# CheyTac Intervention
Das CheyTac M200 Intervention ist ein in den USA hergestelltes schweres Scharfschützengewehr des Herstellers CheyTac LLC. Es verfeuert die Kaliber .408 CheyTac bzw. .375 CheyTac. Mit bis zu 2300 Metern Reichweite ist das Intervention eines der leistungsstärksten Antipersonen-Scharfschützengewehre, die es zurzeit gibt. Technisch basiert es auf dem Modell EDM Arms Windrunner.

## Geschichte
Die Idee hinter der Waffe ist, bei moderatem Gewicht sowie Abmessung des Gesamtsystems, Weichziele auf größtmögliche Entfernung bekämpfen zu können. Um dieses Ziel zu erreichen, wurde die Patrone .408 Chey Tac entwickelt. Das Geschoss liegt in der Größe zwischen der .50 BMG und der .338 Lapua Magnum und ist sehr aerodynamisch, so dass es sich auch jenseits der 2000-m-Grenze mit Überschallgeschwindigkeit bewegt.
Das ursprüngliche CheyTac Intervention M-100-Gewehr basiert auf dem Windrunner Kaliber .50 von EDM Arms, während das M-200 mit Modifikationen immer noch dem Windrunner-Design folgt.

## Technik
Das CheyTac Intervention M-200 ist ein Kammerstängelrepetierer mit ausziehbarer Schulterstütze. Der Lauf ist freischwingend, kanneliert und kann zum Wechsel oder zum Transport schnell entfernt werden. Am Waffengehäuse kann ein Zweibein befestigt werden, zur Erhöhung der Standfestigkeit wird dieses auf der Gehäuseoberseite montiert. Die teleskopierbare Schulterstütze enthält ein weiteres klappbares Bein, um die Waffe so auf den Boden stellen zu können. Die Mündungsbremse kann durch einen Schalldämpfer ersetzt werden.
Long Range Rifle System (LRRS)
Das Intervention M-200 ist Teil des von CheyTac angebotenen Long Range Rifle System (LRRS), das noch aus einem Ballistikcomputer (ziviler PDA mit CheyTac-Software), dem Kestrel 4000 Pocket Weather Tracker, einem Vector-IV-Fernglas mit Laserentfernungsmesser, Nightforce-NXS-5.5-22×56-Zielfernrohr sowie einer Mündungsbremse vom Typ PGRS-1 oder einem Schalldämpfer von OPS INC besteht. Auf dem Zielfernrohr kann noch eine Picatinny-Schiene angebracht werden, die ein Laservisier aufnehmen kann.
Die Daten des Laserentfernungsmessers und der Kestrel-4000-Wetterstation werden in den PDA eingegeben, der damit für den Schützen den Vorhaltepunkt errechnet, der am Zielfernrohr durch Justierung des Absehens eingestellt werden kann.
Die Datentabellen des PDA zur Geschossflugbahn wurden mit einem Weibel-1000e-Dopplerradar in den Yuma Proving Grounds erstellt und in einen Algorithmus gegossen. Die Datentabellen sind auch in ausgedruckter Form verfügbar.

## Modellvarianten
- M-200: 737 mm Lauflänge, teleskopierbare Schulterstütze und abnehmbares Magazin
- M-200 Carbine: 660 mm Lauflänge, teleskopierbare Schulterstütze und abnehmbares Magazin
- M-310 single shot: 737 mm Lauflänge, feste Schulterstütze und ohne Magazin

## Trivia
- Im Film Shooter von 2007 mit Mark Wahlberg als Scharfschützen spielt ein CheyTac Intervention eine zentrale Rolle.